# Groß Ellershausen
Groß Ellershausen (niederdeutsch Ellershusen) ist ein westlicher Stadtteil der niedersächsischen Universitätsstadt Göttingen und war bis zu seiner Eingemeindung 1973 eine eigenständige Gemeinde.

## Geografie

### Lage
Groß Ellershausen liegt am Hang des Leinetales, fünf Kilometer westlich der Stadt Göttingen und ist seit 1. Januar 1973 Ortsteil dieser Stadt. Die Gemarkung ist seit dem 1. September 1966 ins Landschaftsschutzgebiet Leinebergland aufgenommen. Die gesamte Gemarkungsfläche umfasst ca. 390 Hektar, einschließlich 87 Hektar Wald.
Groß Ellershausen ist überwiegend Wohngemeinde, in der noch ein landwirtschaftlicher Vollbetrieb erhalten ist.
Die Einwohnerzahl beträgt 1347 (2019) gegenüber 286 im Jahre 1939.

### Nachbargemeinden / Nachbarortsteile
Im Westen und Süden grenzen Gemeinden des Landkreises Göttingen an Groß Ellershausen. Dieses sind die Gemeinde Rosdorf mit den Ortsteilen Olenhusen, Settmarshausen, Klein Wiershausen und Rosdorf im Süden und Westen. Im Norden und Osten grenzen Ortsteile der Stadt Göttingen an Groß Ellershausen: im Norden Hetjershausen und im Osten Grone.

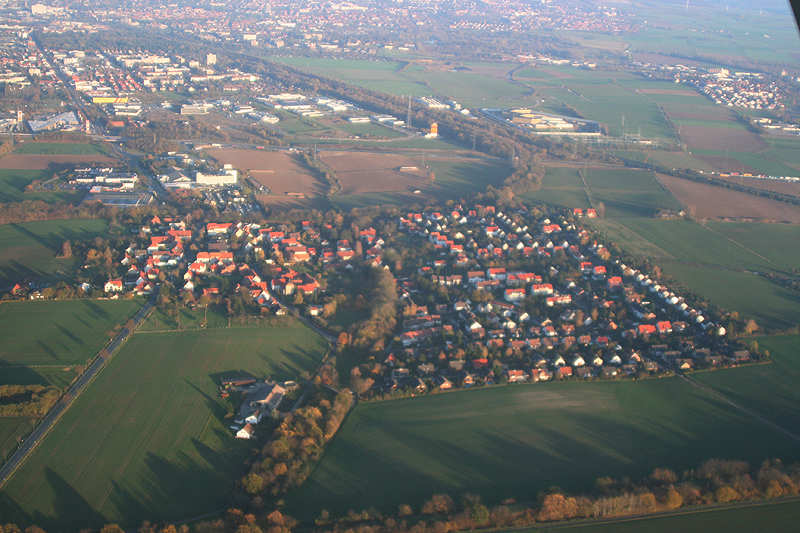
Luftbild von Groß Ellershausen. Richtung Osten

## Geschichte

### Das Dorf
Erste Besiedlungsspuren in der Umgebung von Groß Ellershausen weisen bis in die ältere Jungsteinzeit zurück. Die große Zahl der archäologischen Fundstellen westlich der Leine deuten schon auf eine Besiedlung in der Zeit der Bandkeramik hin. So fand man in der Gemarkung Groß Ellershausen 1934 bei dem Bau der heutigen Bundesautobahn 7 ein Hockergrab.
Die erste Nennung eines Dorfes namens „Aliereshusun“ findet sich in den Corveyer Traditionen im Jahre 989. Die Zuordnung zu Groß Ellershausen ist jedoch umstritten, die Urkunde wird von manchen Forschern auf Allersheim bei Holzminden bezogen. Auch urkundliche Erwähnungen von „Elricchosen“ und „Haldrixhusen“ aus dem Jahre 1144 bzw. „Alderixhusen“ 1152 wurden bereits auf Ellershausen bezogen, von anderen jedoch auf Elleringhausen im Kreis Brilon bzw. Ober- und Niederhaldessen bei Grebenstein. Die älteste nicht umstrittene schriftliche Erwähnung findet sich erst im Jahr 1302 in den Stammtafeln der Familie von Bodenhausen. Ein Hinweis auf das Alter des Ortes ist unabhängig von der Zuordnung der Urkunden durch den Ortsnamen gegeben, denn die Dörfer, die mit „hausen“ enden, entstanden in unserem Raum oft in der Zeit vom 6. bis 10. Jahrhundert. Die „hausen-Orte“ wurden zumeist von geistlichen oder weltlichen Grundherren angelegt. In der Regel führten diese Orte den Namen des Gründers in dem Ortsnamen fort. Von 1302 an ist für Groß Ellershausen Ort der Name „Elderikeshusen“ überliefert, woraus sich der Personenname Aldarik oder Alderik als Bestimmungswort erschließen lässt. Schon im Jahre 1574 erscheint der Name „Ellershausen“ in einer Urkunde von der Herrschaft der Plesse. Der mehrere Jahrhunderte gültige Name lautet Ellershausen und wurde am 1. Oktober 1932 in Groß Ellershausen umbenannt, um ihn von dem Ort Ellershausen vor dem Walde (Gemeinde Niemetal) im ehemaligen Landkreis Münden zu unterscheiden.
Einen weiteren Hinweis über das Alter beziehungsweise die Gründungszeit des Dorfes gibt das Patrozinium der Kirche St. Martini. Man kann davon ausgehen, dass diese Kirchengründungen in die fränkische und nachfränkische Zeit, also etwa 621 bis 740 zurückfallen. Der Kirchturm der St.-Martini-Kirche war bauhistorischen Untersuchungen zufolge ursprünglich ein Wohnturm und gilt als eines der ältesten Bauwerke dieser Art in Südniedersachsen. Ab 1657 wurde Ellershausen der Parochie Settmarshausen zugeordnet. Das blieb bis 1974. Dann wurde die bis dahin selbständige St. Martini-Kirchengemeinde aufgelöst und der Mariengemeinde Hetjershausen angegliedert.
Margarethe von Elderikeshusen, Witwe des Dietrich von Elderikeshusen (letzte Herrin von Ellershausen), ging 1312 in das Damenstift des Klosters Lippoldsberg. Einen großen Teil ihrer Ländereien schenkte sie diesem Kloster und weitere Ländereien dem Heiliggeist-Hospital und der Marienkirche in Göttingen. 1582 sind die Lippoldsberger Ländereien endgültig wieder in Ellershäuser Besitz übergegangen, das bezeugen auch heute noch die Flurnamen.
Groß Ellershausen hatte durch seine Höhenlage zur Stadt Göttingen und zur Nähe der alten Heerstraße viele Nachteile, vor allem aber wegen der Zugehörigkeit zur Stadt, wie Grone, Holtensen und Rosdorf auch.
Im Dreißigjährigen Krieg hatte Tilly 1623 sein Lager auf der „Schanze“, Wallenstein 1625 und die Schweden 1632. Dies führte zwangsläufig zu Ausraubungen und Brandschatzungen. 1758, während des Siebenjährigen Krieges, war das Dorf das Feldlager des Freikorps Fischer, der als besonders rücksichtslos galt. Zu erwähnen ist noch die Schlacht auf den Streitäckern um 1387 am 22. Juli von Herzog Otto dem Quaden mit den Göttinger Bürgern.
Die Anzahl der landwirtschaftlichen Gehöfte bewegte sich seit 1585 um 25 Stück. Im Dreißigjährigen Krieg war die Anzahl auf 13 gesunken. Erst 1687 konnte die Zahl des Vorkriegszustandes wieder erreicht werden. Bis um 1825 blieb die Anzahl der Gehöfte konstant. Einen neuen Aufschwung erfuhr der Ort ab 1781 mit dem Bau einer neuen Handels- und Heerstraße, welche „die Chaussee“ genannt wurde und von Göttingen über Dransfeld nach Hann. Münden führte. Mit der Errichtung der Straße siedelten sich vermehrt Handwerker vor Ort an, sodass es auch im Dorf selbst zu einer regen Bautätigkeit kam. Konstruiert wurden die Krug- und Ausspannwirtschaft „Zur Linde“, 13 neue Anwesen und zwei Bauernhöfe.
Erst durch die Ablösungsverordnung von 1833 mit der Stadt Göttingen und die damit verbundene Neuordnung der landwirtschaftlichen Betriebe wurden einige Gehöfte aufgelöst; so gab es 1875 nur noch 18 Hauptbetriebe, aber auch schon sieben Nebenerwerbsbetriebe und fünf Handwerker. Sie hielten Ziegen, Schweine, Hühner und Gänse. Weiter gab es zwei Gastwirtschaften mit Landwirtschaft.
Durch den Bau der Hannöverschen Südbahn (KBS257) Göttingen – Kassel zwischen 1851 und 1856 fanden viele Ellershäuser Arbeit. Jedoch erhielt der Ort zunächst keine eigene Haltestelle, auf diese mussten die Einwohner noch 94 Jahre warten. Der Grund lag in der Beschaffenheit der Strecke, die sich als äußerst kurvenreich und steil erwies und somit nicht ohne zusätzliche Schiebelok bewältigt werden konnte. Die Eisenbahn wurde auch aus diesem Grund später, am 31. Mai 1980, stillgelegt. Zusätzlich machte die Konstruktion der Schnelltrasse Hannover – Göttingen – Kassel – Würzburg die alte Strecke überflüssig.
1949 wurde mit der Gemeinde Hetjershausen ein Wasserverband gegründet, mit dem Zweck, von der Springmühle über Hetjershausen nach Groß Ellershausen eine Wasserleitung zu bauen. Im Herbst 1950 war diese fertig und jedes Haus angeschlossen. Die Kanalisation erfolgte 1955.
Die Elektrifizierung der Gemeinde Groß Ellershausen begann im Sommer 1914, konnte aber durch den Ausbruch des Ersten Weltkrieges nur schleppend durchgeführt werden. Erst im September 1917 war das Ortsnetz fertig.
Ab 1657 gab es eine Dorfschule, die 1783 durch einen Neubau ersetzt wurde. 1883 wurde daneben eine größere Schule errichtet, die aber nach dem Zweiten Weltkrieg nicht mehr ausreichte. 1971 wurde sie abgerissen.
Nach Gründung des Schulzweckverbandes 1966 zwischen den Gemeinden Hetjershausen, Groß Ellershausen und Knutbühren konnte 1968 die neue Schule, Mittelbergschule, in Groß Ellershausen für alle drei Gemeinden eingeweiht werden. Sie steht auf dem Mittelberg am Hetjershäuser Weg in Groß Ellershausen, und es gehört eine Sporthalle und ein Sportgelände dazu.
Am 1. Januar 1973 wurde Groß Ellershausen in die Kreisstadt Göttingen eingegliedert.

### Ortswappen

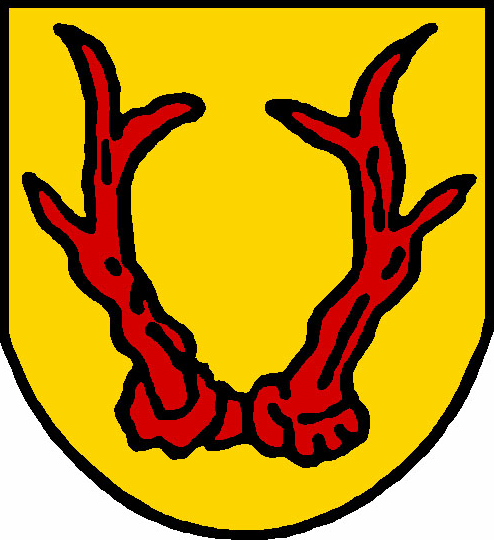
Ehemaliges Gemeindewappen

1950 wurde ein Gemeindewappen eingeführt: Im goldgelben Schild ein rotes Rehgeweih. Das Zeichen wurde als Symbol der Jagd frei gewählt.

### Ausbau und Erweiterung
Groß Ellershausen hat seit 1945 einen großen Wachstumsprozess erlebt, so dass man nicht mehr von einem reinen Dorf im üblichen Sinne sprechen kann. Dies sagt auch die Bevölkerungsstatistik aus.
Die Aufteilung ist etwa so:
- Altes Dorf: 25 %
- Alte Siedlung: 18 % nach 1945
- Neue Siedlung: 42 % nach 1966
- Siedlung Putzberg: 7 % nach 1995
- Neubaugebiet Elstal: 8 % ab 2006

## Politik

### Ortsrat
Groß Ellershausen hat zusammen mit den Ortschaften Hetjershausen und Knutbühren einen Ortsrat, der neun Mitglieder umfasst. Seit der Kommunalwahl 2021 ist dieser wie folgt besetzt:
| Ortsrat 2021Insgesamt 9 Sitze - SPD: 4 - Grüne: 1 - CDU: 4 |

Ortsbürgermeister: Seit 2016 Heidrun von der Heide,
vorher Walter Rakebrandt (vorher Holger Bock).

## Kultur und Sehenswürdigkeiten

### Bauwerke

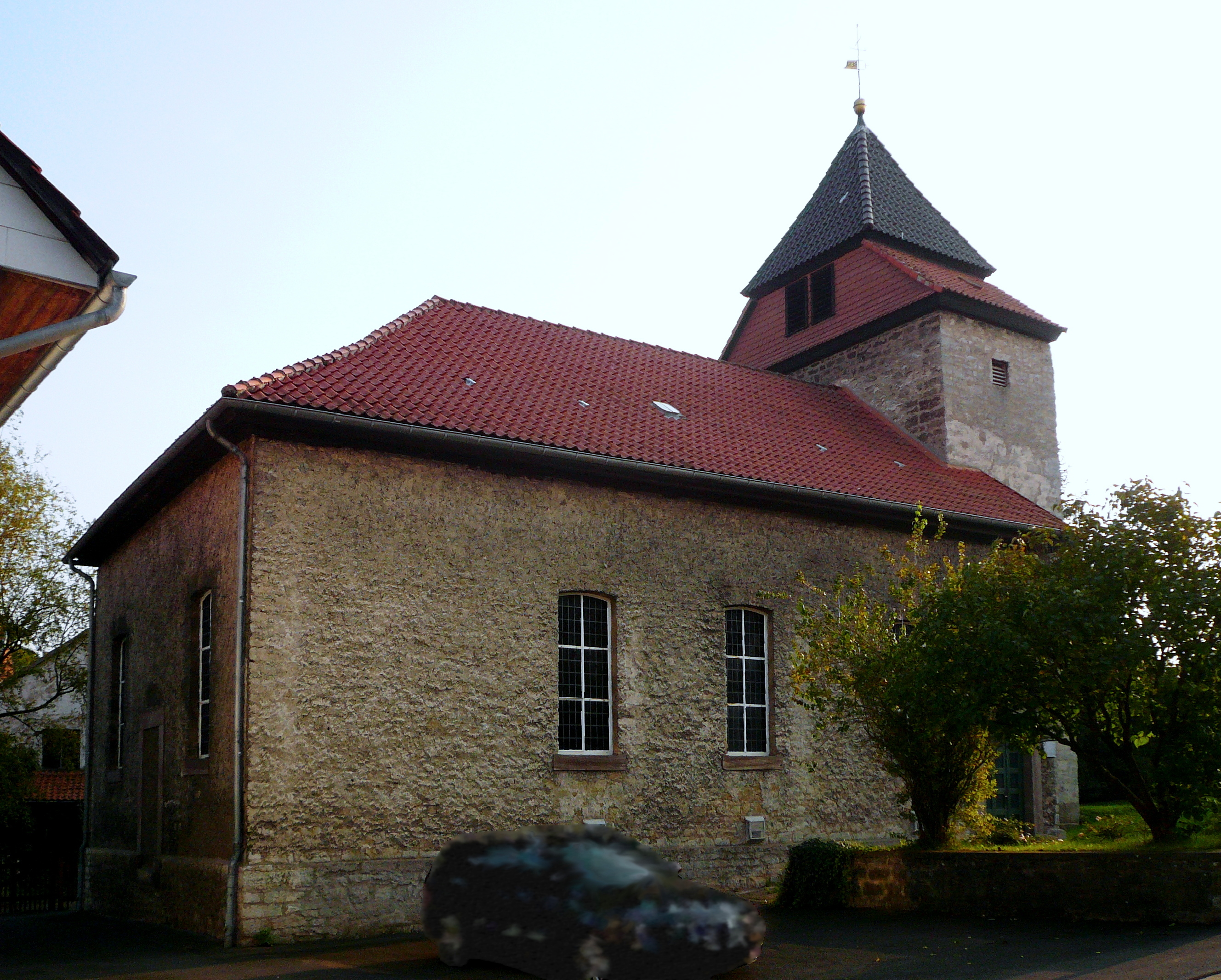
St. Martini-Kirche (Aufnahme 2008)

#### Evangelische Kirche
Die evangelisch-lutherische St. Martini-Kirche befindet sich am südwestlichen Rand des alten Dorfs, an der Sankt-Martini-Straße (vor 1973: Mittelstraße). Der einfach barock erneuerte und 1838–1839 nach Norden erneuerte Saal mit Bruchsteinmauern und geradem Ostabschluss weist als ältestes Bauteil einen westlich vorgelagerten Turm auf. Dieser romanische Turm mit Spitztonnenwölbung im Erdgeschoss soll um 1100 erbaut worden sein und ursprünglich als Kapelle und/oder Wohnturm der Grundherren-Familie von Ellershausen gedient haben.

### Regelmäßige Veranstaltungen
- Karsamstag Osterfeuer
- 1. Mai Angrillen Grillplatz
- Letztes Wochenende im September Backhausfest

## Verkehr

### Straßenverkehr

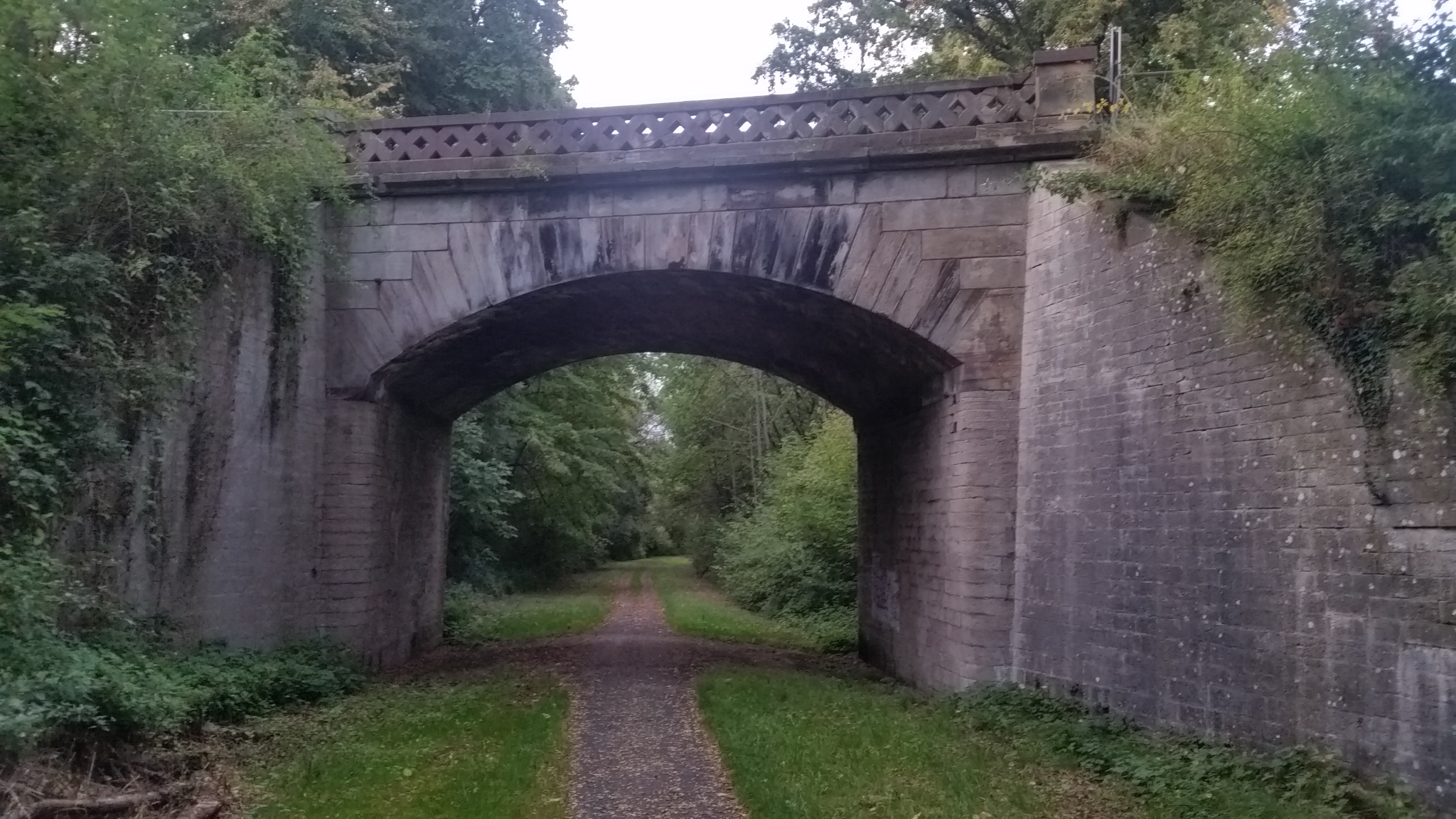
Wegebrücke der ehemaligen Hannöverschen Eisenbahn unter der Bundesstraße 3, Ansicht von Süden (2021)

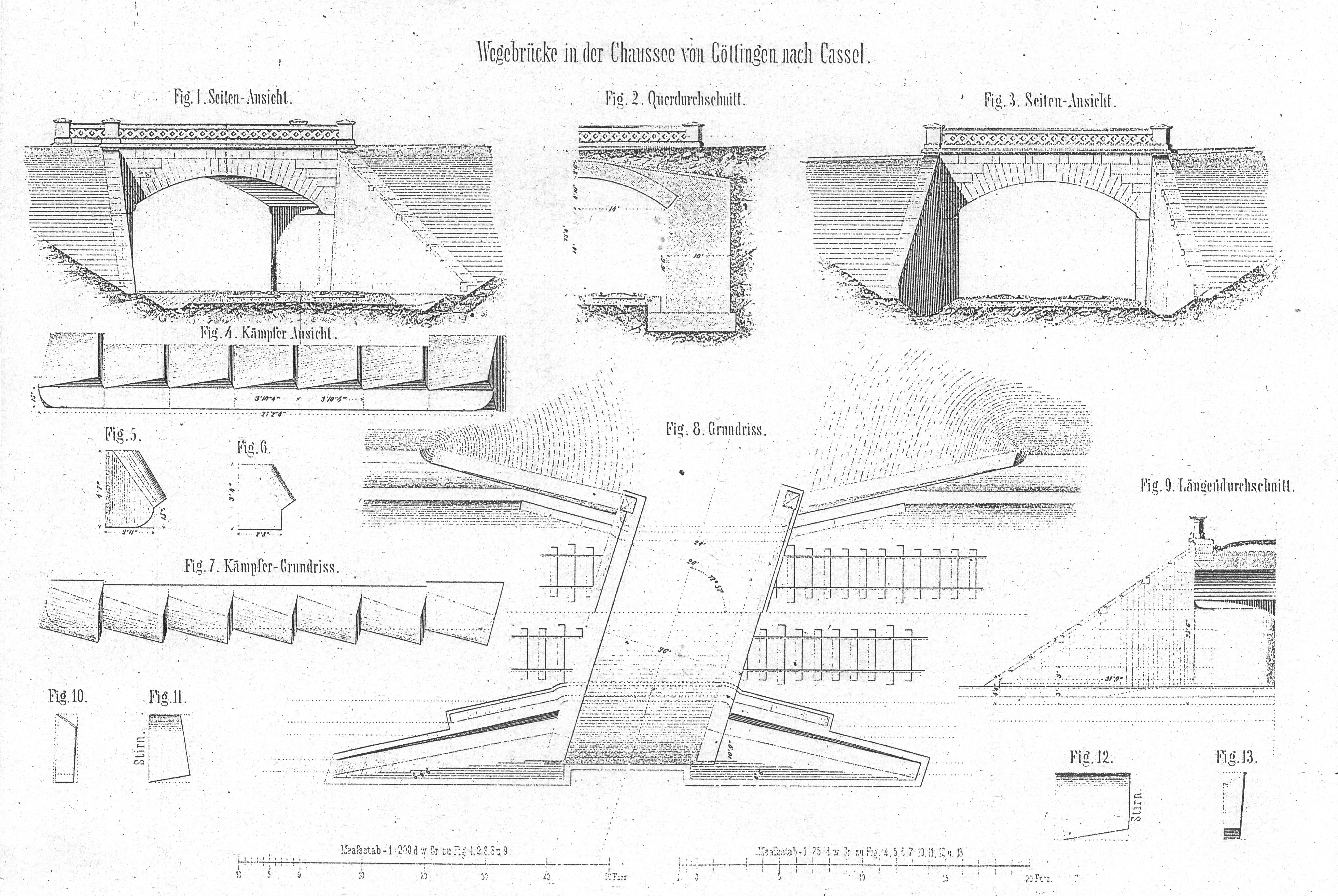
„Wegebrücke in der Chaussee von Göttingen nach Cassel“ (1854)

Groß Ellershausen liegt verkehrsgünstig direkt an der Bundesstraße B 3 und an der Autobahnabfahrt Nr. 73 zur A 7
Die Linien 61 und 62 der Göttinger Verkehrsbetriebe fahren im Wechsel jede halbe Stunde den Ortsteil an. Zusätzlich hält die Line 120 des Verkehrsverbund Südniedersachsen (Göttingen–Hann. Münden) an zwei Haltestellen im Ort.

Die heutige Bundesstraße B 3 (im Ort: Dransfelder Straße, bis 1973: Hauptstraße) geht auf den alten Handelsweg von Göttingen über Dransfeld nach Hann. Münden zurück, der bis 1781 zur Heerstraße und Chaussee ausgebaut wurde.

### Ehemalige Bahnlinie
Östlich, nördlich und westlich um Groß Ellershausen herum verläuft in einer großen Schleife die in den 1850er Jahren erbaute, im Gelände noch gut erkennbare Trasse der ehemaligen Hannöverschen Südbahn mit der Dransfelder Rampe. Groß Ellershausen hatte keinen Bahnhof, sondern erst 94 Jahre nach Inbetriebnahme ab 1949 lediglich einen Haltepunkt (Hp), wozu ein vorhandenes Bahnwärterwohnhaus von 1856 mitbenutzt und später ausgebaut wurde. Der bei den Einheimischen dennoch sogenannte Bahnhof befand sich am westlichen Ortsrand beim ehemaligen Streckenkilometer 113,1 nördlich des beschrankten Bahnübergangs, wovon es noch einige alte Abbildungen gibt.
Die Einstellung des Personenverkehrs erfolgte am 31. Mai 1980; die Gleise zwischen Göttingen und Dransfeld wurden im April 1982 abgebaut. Anschließend wurde die Eisenbahntrasse zum Radfahr- und Wanderweg umgebaut, auf dem seit 2005 auch ein Teil des Pilgerwegs Loccum–Volkenroda verläuft. Bedeutendstes erhaltenes Bauwerk der Hannöverschen Eisenbahn in Groß Ellershausen ist westlich der Ortslage in einem Einschnitt beim ehemaligen Streckenkilometer 114,8 eine flach gewölbte Wegebrücke für die Chaussee von Groß Ellershausen nach Dransfeld (heute Bundesstraße 3). Das 1852–1853 errichtete Bauwerk war wegen der nicht rechtwinkligen Kreuzung der beiden Verkehrs-Trassen und des daraus folgenden schiefen Steingewölbes bautechnisch so anspruchsvoll, dass der leitende Baukondukteur O. Rumpf dazu 1854 einen Aufsatz in einer Fachzeitschrift veröffentlichte (Abbildung).

## Wirtschaft

Gewerbegebiet Groß Ellershausen, Richtung Osten, im Hintergrund die Autobahn (Luftbild 2004)

Es sind mehrere Großbetriebe wie u. a. die ABB und das Hotel Freizeit In angesiedelt. Das Verlags- und Druckhaus des Göttinger Tageblatts schloss Mitte 2017.
Insgesamt gibt es in Groß Ellershausen ca. 50 angemeldete Gewerbebetriebe, viele davon sind 1-3-Personen-Betriebe und haben hauptsächlich Dienstleistungscharakter, wie z. B. Friseure, Bäckerei, Banken, Sportgeschäft, Ärzte, Steuerberatungsbüros, Rechtsanwälte, Architekten, Maler, Versicherungsagenturen, Spielautomatenservice, Rundfunk- und Fernsehservice, Immobilienbüros, Möbelhandwerk, Internet-Buchhandel, Werbebranche usw.
Im Westen, nur 5 min vom Ortsrand, liegt der Wald des Dorfes (Genossenschaftsforst Groß Ellershausen).

## Sport und Freizeit
Direkt am Ort liegt ein Jogger-, Radfahr- und Wanderweg, die alte Bahntrasse. Bis zum Wald sind es nur 5 min und am Ortseingang liegt das Vital Spa mit Fitness und Sauna. Der Sportverein bietet weitere Sportarten für jedes Alter direkt im Ort an.
Für Kinder und Jugendliche bieten weiter der Heimatverein (Mitarbeit im Arbeitskreis), die Kyffhäuserkameradschaft (Schießen) und die Freiwillige Feuerwehr mit der Jugendfeuerwehr Jugendarbeit an.

### Vereine
- Freiwillige Feuerwehr Groß Ellershausen
- SV Gr. Ellershausen-Hetjershausen e.V
- Heimatverein Groß Ellershausen
- DRK-Ortsverein Groß Ellershausen/Hetjershausen e. V.
- Kyffhäuser Kameradschaft Groß Ellershausen
- Junggesellenverein von 1833 Groß Ellershausen
- Der Jugendraum (Disco 2000) von Groß Ellershausen

## Gastronomie
Es gibt fünf Restaurants.